# Tatort: Sternenkinder
Sternenkinder ist ein Fernsehfilm aus der Krimireihe Tatort und wurde am 2. April 2006 auf Das Erste erstgesendet. Es ist die 627. Folge und der 6. Fall des Kieler Ermittlers Klaus Borowski. Produziert wurde der Film von der Studio Hamburg Produktion Kiel GmbH im Auftrag des NDR für die ARD.

## Handlung
Stefanie Brückner ist das Kind aus dem Bauch geschnitten worden. Ihr Mann findet sie blutüberströmt in der Badewanne ihres Hauses.
Die Frau überlebt schwer verletzt, ihr Zustand ist kritisch. Es stellt sich heraus, dass die Frau mit Chloroform betäubt wurde und ihr das Kind dann quasi mit einer Art Kaiserschnitt mit einem Skalpell herausgetrennt wurde, das am Tatort auch zurückgelassen worden war. Das Kind könnte die Tat überlebt haben.
Es wird ermittelt, dass das Kind an einer Krankheit litt, die sich FAIT nennt, bei der die Mutter Antikörper gegen Blutbestandteile des Kindes bildet, was beim Kind zu Hirnblutungen und zum Tod führen kann. Das Kind wurde mit einer neuartigen Behandlungsmethode bereits im Mutterleib behandelt, falls das Kind noch lebt, hat es ohne weitere ärztliche Betreuung höchstens zwei Tage eine Überlebenschance.
Zunächst ermitteln Borowski und sein Team eine Frau, die schon einmal ein Neugeborenes entführt hat und weitere Entführungsversuche unternahm, diese stellt sich jedoch als unschuldig heraus.
Borowskis Tochter bittet unterdessen ihren Vater, die Einwilligung zu unterschreiben, dass diese am Konfirmandenunterricht teilnehmen darf. Ihre Mutter hatte ihr die Unterschrift verweigert. Auch ihr Vater verweigert ihr die Unterschrift, was sie zutiefst kränkt, da sie eine religiöse Orientierung sucht. Sie wirft ihrem Vater vor, dass dieser, nur weil er selbst seinen Glauben verloren habe, ihr ihren auch verweigert.
Unterdessen wird Borowskis Assistent Alim Zainalow wegen des Verdachts der Unterstützung einer islamistischen terroristischen Vereinigung festgenommen. Er soll Geld an eine islamistische Vereinigung überwiesen haben. Ein Mann aus dem Umfeld einer Kieler Moschee hatte Zainalow beim LKA angezeigt, kurz danach ist dieser Zeuge untergetaucht. Während Borowskis Vorgesetzter Roland Schladitz von der Unschuld Zainalows überzeugt ist, hegt Borowski Zweifel, weil er Zailanow tags zuvor erstmals aus einer Moschee kommen sah und bemerkte, dass dieser in letzter Zeit offenbar religiös geworden war.
Schließlich gelingt es aufgrund eines Phantombilds, Liliane Marquardt als Entführerin zu ermitteln. Ihr Mann war die letzten vier Monate als Seemann unterwegs, so dass sie ihm die Schwangerschaft u. a. mittels fingierter Ultraschallfotos vortäuschen konnte. Als die Polizei schließlich die Wohnung stürmt, hatte der Ehemann gerade erfahren, dass das Kind nicht ihr eigenes, sondern entführt war, so dass Liliane Marquardt kurz vor dem Eintreffen der Polizei diesen mit den Worten „Niemand nimmt mir mein Kind weg, auch Du nicht!“ mit einem Küchenmesser leicht verletzt hat.
Das Kind wird gerettet und ins Krankenhaus gebracht, Liliane Marquardt verhaftet. Sie ist weiterhin fest davon überzeugt, dass es sich um ihr Kind handelt.
Zainalow erklärt die Überweisungen als Zahlungen aufgrund des Todes seiner Großmutter, für deren Feierlichkeiten und Beerdigungskosten er Geld überwiesen hätte. Dass die Zahlungen an eine islamistische Gruppierung gingen, erklärt er damit, dass sein Passwort gehackt worden sei, doch Borowski glaubt ihm nicht.
Kurz darauf wird Prof. Sonneborn, der Arzt, der das Neugeborene behandelt hatte, in seiner Klinik ermordet.
Eine Befragung des Ehemannes von Liliane Marquardt ergibt, dass Liliane Marquardt wirklich schwanger war, aber Prof. Sonneborn ihn dazu gebracht hat, Druck auf seine Ehefrau auszuüben, um das gemeinsame Kind abzutreiben, weil dieses unheilbar krank zur Welt gekommen wäre.
Weitere Ermittlungen von Borowski ergeben, dass in der Klinik von Sonneborn dem abgetriebenen Fötus von Liliane Marquardt Gewebe entnommen wurde, um den Fötus von Stefanie Brückner zu therapieren. Borowski nimmt daraufhin die behandelnde Ärztin in der Klinik Sonneborn fest, da er diese verdächtigt, ihren Chef ermordet zu haben, um ihre Behandlungsmethoden nicht zu gefährden. Weiterhin wird ihr ein Verstoß gegen das Embryonen-Schutzgesetz vorgeworfen.
Es stellt sich allerdings heraus, dass Olaf Brückner, der Mann Stefanies, Prof. Sonneborn erschlug, da er nicht wollte, dass solche Behandlungen wie diese, die Frau Marquardt letztlich in den Wahnsinn getrieben hatte und damit fast zum Tod seiner Frau geführt hätte, fortgesetzt würden.
Unterdessen gelingt es, den Informanten zu finden, der Alim Zainalov denunziert hatte. Er hatte diesen angezeigt, da religiöse Fanatiker in der Moschee ihn dazu gezwungen hatten, nachdem diese herausfanden, dass Zainalov Polizist ist, und sie diesen deshalb für einen Spitzel hielten. Der Informant kommt in ein Zeugenschutzprogramm, während Zainalov aus der Untersuchungshaft entlassen wird und an seinen Schreibtisch zurückkehren kann.
Als Borowski mit ihm auf das Ende der Ermittlungen gegen ihn anstoßen will, trifft er diesen vor, wie er seinen Schreibtisch räumt. Er ist zu tief gekränkt darüber, dass Borowski ihm nicht vertraut hatte, und hat einen Versetzungsantrag gestellt. Da er noch genügend Resturlaub hat, verabschiedet er sich für immer aus dem Team Borowski.
Am Ende findet Borowski zuhause eine Nachricht seiner Tochter auf dem Anrufbeantworter vor, dass diese wieder bei ihrer Mutter ist und nicht von ihm angerufen werden möchte. Borowski bricht daraufhin in Tränen aus.

## Rezeption

### Einschaltquoten
Die Erstausstrahlung von Sternenkinder am 2. April 2006 wurde in Deutschland von 6,93 Millionen Zuschauern gesehen und erreichte einen Marktanteil von 18,6 % für Das Erste.

### Kritiken
„Borowski ist vieles: hart, unbeugsam, distanziert und ironisch – nur eines ist er nicht: freundlich. Selbst hingeworfene Komplimente an die Adresse der von ihm verehrten und geliebten Psychologin Frieda Jung (Maren Eggert) hören sich an wie abgelesene Standardwendungen aus einem Ratgeber „Flirten für Anfänger“. Orkun Ertener (Buch) und Hannu Salonen (Regie) schaffen mit Borowski jedoch eine Figur, die beim Zuschauer nicht nur Widerwillen, sondern auch eine tiefe Sehnsucht auslöst – die Sehnsucht, dieser Mensch könnte seinen Panzer ablegen.“